# 古屋一樹
古屋 一樹（ふるや かずき、1950年1月13日 - ）は、日本の実業家。セブン-イレブン・ジャパン代表取締役社長を経て、同社取締役会長、日本フランチャイズチェーン協会副会長。

## 人物・経歴
神奈川県出身。成城高等学校を経て、1973年明治学院大学商学部卒業。1982年セブン-イレブン・ジャパン入社。2000年取締役ゾーンマネジャー。2002年取締役オペレーション本部長。2004年常務取締役リクルート本部長。2007年取締役専務執行役員リクルート本部長。2011年取締役副社長執行役員。2016年から代表取締役社長を務め 業容拡大を進め、2018年には国内店舗数2万店舗突破を実現した。2019年取締役会長。日本フランチャイズチェーン協会副会長、セブン-イレブン記念財団評議員会長 なども務めた。2019年7月には沖縄県庁を訪れ、玉城デニー沖縄県知事に、沖縄初となるセブン-イレブン店舗の開設を行うことを報告し、これに対し知事から「県民はオープンを楽しみにしている」との発言がなされた。
2018年福井県を襲った大雪が雪害となり、交通機能が麻痺するほどたった。その際に東北の震災の際に一部店舗が頑張って営業を継続、地元住民の指示を得て売り上げを伸ばした経験があった為、福井県の雪害も店舗営業の継続を現場は判断した。その際に店舗オーナーは反発。その状況はテレビなどで放映され、セブン＆アイホールディングス井坂社長はテレビでその状況を知ったと言う。
この危機対応の甘さが引き金となり、社長を退任（事実表の更迭）となり引継ぎをかねて会長に就任。そして2020年2月29日付でセブン-イレブン・ジャパン取締役会長を退任した。